# Espero Katolika
Espero Katolika (Esperanto: katholische Hoffnung) ist die Verbandszeitschrift der Internationalen Katholischen Esperanto-Vereinigung (IKUE). Die Publikation wurde bereits vor der Gründung des IKUE durch den französischen Geistlichen und Verbandsgründer, Emile Peltier seit 1903 herausgegeben. Heute ist Espero Katolika das älteste kontinuierlich veröffentlichte Magazin in Esperanto.

## Geschichte
Ursprünglich versuchte Peltier einen Verein katholischer Esperantosprecher namens „Espero Katolika“ zu gründen. Dieses Vorhaben scheiterte, da die Zahl der Mitglieder hinter den Vorgaben des französischen Rechts zurückblieb. Daraufhin entschloss sich Peltier, stattdessen eine Zeitschrift zu veröffentlichen, die als Bindeglied zwischen katholischen Esperantosprechern fungieren sollte. Die Veröffentlichung der ersten Ausgabe erfolgte im Oktober 1903; 1904 erreichte die Auflage bescheidene 300 Stück. 1909 verstarb Peltier 38-jährig. Seine Arbeit wurde durch die Gründung der IKUE auf dem Esperanto-Kongress in Paris im Jahre 1910 sowie die Übernahme der Espero Katolika als Verbandszeitschrift fortgesetzt. Die Zeitschrift erschien fortan monatlich. Zudem war ihr Vertrieb nicht mehr nur auf Frankreich beschränkt, sondern erstreckte sich auch auf das Ausland. Die Aufbauarbeit wurde durch den Ausbruch des Ersten Weltkriegs unterbrochen, in dessen Verlauf wichtige Mitarbeiter eingezogen wurden, sodass die Zeitschrift nicht mehr erscheinen konnte. Erst 1920 wurde die Veröffentlichung wiederaufgenommen.
1936 erzwang Heinrich Himmler die Auflösung der Deutschen Esperanto-Gesellschaft, womit zugleich die Zeitschrift in Deutschland verboten wurde. Zu Beginn des Zweiten Weltkriegs war der Editor der Espero Katolika in den Niederlanden ansässig. Durch den Krieg konnte nur noch eine sehr kleine Leserschaft erreicht werden; 1940 wurde die Zeitschrift wieder eingestellt.
Nach dem Ende des Krieges konnten sich die Esperantosprecher im Westen neu organisieren und ab 1946 wurde Espero Katolika wieder veröffentlicht. In Osteuropa gestaltete sich die Organisation schwieriger. So wurden beispielsweise in der ehemaligen DDR sämtliche Organisationsversuche von Esperantosprechern bis 1965 untersagt. Andererseits konnte Espero Katolika ab 1957 in Polen wieder bezogen werden.
Im Jahr 2000 wurde der Sitz der IKUE nach Rom verlegt und seitdem war dort auch der Editor der Espero Katolika tätig.  Das Magazin wurde auch dort gedruckt und erschien zweimonatlich mit weltweiten Nachrichten aus der katholischen Kirche, Informationen über die päpstlichen Aktivitäten, Seligsprechungen und anderen Inhalten.
Im Jahr 2023 übernahm die kroatische Journalistin Marija Belošević die Redaktion der Zeitschrift. Sie wird seitdem in der kroatischen Stadt Zaprešić gedruckt und erscheint dreimonatlich mit jeweils 16 bis 20 Seiten im Format A5.

## Weblink
- Website mit den aktuellen Ausgaben der Zeitschrift, auf Esperanto